# Andrej Zima
Andrej Zima (14. prosince 1910 Vislanka – 9. dubna 1984 Banská Bystrica) byl slovenský pedagog a řeckokatolický kněz.
Zima byl nejstarším v rodině šesti dětí. Když vystudoval, pracoval jako středoškolský učitel, kaplan a katecheta v Humenném a v Prešově. Politicky byl pronásledován, v roce 1950 dokonce vězněn. Poté se stal ředitelem Akčního výboru řeckokatolické církve (od 1. srpna 1968). Od roku 1962 pracoval jako údržbář ve Stavebním bytovém družstvu v Banské Bystrici. O rok později pracoval jako zaměstnanec Krajské hygienické stanice v Banské Bystrici. Důchod trávil v Banské Bystrici (od roku 1983).